# はなまるおばけ
はなまるおばけ（ラテン文字表記：HANAMARUOBAKE）は、日本のサンリオによるキャラクター。デザイナーはMisato。サンリオ新キャラクターを決めるユーザー参加型プロジェクト「NEXT KAWAII PROJECT」にて1位を獲得し、2023年にデビューした。おばけをモチーフにしたキャラクターは1986年にデビューした「ユータクン」以来となる。
「頑張ったあなたにはなまるをくれる」おばけで、人それぞれに違う個体がついている。サンリオの公式ホームページでは「ふしぎ系」に分類される。

## 概要
2023年3月1日から約10か月間行われた「NEXT KAWAII PROJECT」にて、1位を獲得しデビュー。同日公式Twitterが開設された。
はなまるおばけは、デザインよりも先にコンセプトから決定している。 担当デザイナーは「身近に潜む何か」と「癒やし」をモチーフににしたいと思い、おばけのキャラクターに決まったという。頑張っても努力が報われなかった人や自己肯定感が下がってしまった人に寄り添うキャラクターがいたらいいなという思いで制作された。

## デビューまでのあゆみ
2022年6月10日に始動したサンリオによる新キャラクターを投票で決めるプロジェクト「NEXT KAWAII PROJECT」（ネクスト カワイイ プロジェクト）でサンリオのデザイナーにより制作された120を超えるキャラクターの中から社内投票で選抜し選ばれた25キャラクターの1キャラクターとしてエントリーし初登場。
2022年6月1日～7月11日に行われたSTEP１「デザイン投票」ではキャラクターデザインとキャラクター設定をNEXT KAWAII PROJECTの公式サイトで公開しWeb投票とサンリオキャラクター大賞2022の結果発表会場「SANRIO FES」での投票、いちご新聞からの投票で選ばれた上位10キャラクターが次のSTEPに進んだ。はなまるおばけは2位となり次のステップに進んだ。
同年10月13日～12月28日まで行われたSTEP２「動画投票」では２つの審査として前半戦「ショートアニメ審査」と後半戦「ガチカワコンペ審査」を行った。10月13日～11月23日に行われた「ショートアニメ審査」ではSTEP1で勝ち抜いた10キャラクターのショートアニメ８本をNEXT KAWAII PROJECTの公式サイト、公式Twitterとサンリオ公式YouTubeで公開。それらの動画を視聴しWeb投票といちご新聞投票を行った。11月24日～12月28日に行われた「ガチカワコンペ審査」では５つのお題に対して、10キャラクターのデザイナーが制作したプレゼンボードを各審査員が審査するコンペ番組「ガチカワコンペ」をサンリオ公式YouTubeで公開。それらの番組を視聴しWeb投票での一般投票に番組内の審査員票を加算して行われた。その結果を各キャラクターへのポイントに割り振られ最終STEPに持ち越した。STEP２で「はなまるおばけ」は3位となった。
2023年1月13日～2月6日まで行われた最終STEP「グッズ投票」では勝ち残った10キャラクターのグッズを各地のサンリオショップとサンリオオンラインショップで販売しそれらのグッズを購入し投票する方法とWeb投票を行った。SNSで大きな話題となり各キャラクターのグッズが完売する事態となった。
同年3月1日サンリオ公式YouTubeチャンネルで最終結果発表が行われ「はなまるおばけ」がSTEP１、STEP２で1位を獲得していた「Kumalino」に逆転勝利し1位になり、新しいサンリオキャラクターとして本格的にデビューした。また1位のはなまるおばけの他に2位～10位のキャラクターも期間限定イベント「NEXT KAWAII PROJECT アフターパーティ！」での展開が行われた。

## 経歴
※NEXT KAWAII PROJECTでの経歴は省く。

### 2023年
- 3月1日、「NEXT KAWAII PROJECT」にて、1位を獲得しデビュー[3]。同日公式Xが開設された[3]。
- 4月26日、はなまるおばけのショートアニメ「はなまるおばけ きみにはなまるあげたいの！[11]」が公式Xにて配信開始[12]。
- 6月12日、「SANRIO FES 2023」にて、本キャラクターのライブキャラクターがお披露目された[13]。
- 7月15日- 8月31日、「はなまるおばけ 夏のイベント&キャンペーン」が開催された。はなまるおばけのミニショー「はなまるおばけのはなまるあげるの！」や本キャラクターにラッピングされたキッチンカーが全国各地に出店した[14]。同日サンリオピューロランドにデビューを果たした[15]。
- 9月27日、公式Xがフォロワー10万人を突破した[16]。
- 11月17日- 12月17日 、はなまるおばけ初のコラボカフェ 「HANAMARUOBAKE KITCHEN」が開催された[17]。このコラボカフェはNEXT  KAWAII PROJECT ガチカワコンペにて公開されたプレゼンボードが実現されたものである。
- 11月20日- 12月11日 、はなまるおばけのWeb番組「はなまるおばけの おしごとがんばるきみにはなまるあげる」プロジェクトがサンリオ公式YouTubeチャンネルにて配信された。同日公式TikTokが開設された[18]。
- 12月13日、NEXT  KAWAII PROJECT以来のサンリオオリジナルのグッズ及び初のデザインシリーズとして「はなまるおばけ デビューシリーズ」が発売された[19]。

### 2024年
- 1月第二週、はなまるおばけ初のカプセルトイ「はなまるおばけ〜まるまるといっしょ〜」が発売された[20]。このガチャはNEXT  KAWAII PROJECT ガチカワコンペにて公開されたプレゼンボードが実現されたものである。
- 8月7日、誕生日を記念して声を解禁した。

## プロフィール
はなまるおばけ　
- 本名：まるまる
- 誕生日：8月7日
- 性格：はずかしがりや
- 出身地：住んでいる所がなく昔の記憶を探して旅をしている[21]。
- 特技：かくれんぼ
- 趣味：おひるね
- 好物：甘いもの(1位：あいす 2位：あめ 3位：クリーム[22])
- 苦手な食べ物：辛いもの[22]
- 宝物：あかえんぴつ
- 口癖(語尾)：なの[22]
- チャームポイント：おしりについているはなまる[22]
- 好きな映画：ヒーロー映画[22]
- 苦手な映画：ホラー映画[22]
- 好きな教科：こくご[22]
- 苦手な教科：たいいく[22]
- 好きな色：あかいろ[22]
- 苦手なもの：むしさん[22]
- 憧れている人：かっこいいヒーロー[22]
- 将来の夢：じょうずなはなまるがかけるようになること

## ショートアニメ

### NEXT KAWAII PROJECT内ショートアニメ
『NEXT KAWAII PROJECT STEP２ 動画投票　ショートアニメ審査』 期間中に2022年10月13日～11月17日まで、毎週木曜日にNEXT KAWAII PROJECT公式サイト、公式Twitter、サンリオ公式YouTubeで配信されたSTEP1で勝ち抜いた10キャラクターによるショートアニメ。はなまるおばけのショートアニメも配信されており、デビュー前の作品でもある。また、本作品の未公開動画が最終STEP期間中に公式Twitterにて配信された。デビュー後には、はなまるおばけ公式Twitterでも配信されている。

#### 各話リスト
注:この項目では、はなまるおばけのショートアニメのみとする。
| 話数   | サブタイトル               | 配信日         |
| ------ | -------------------------- | -------------- |
| 1      | おひるねなの！             | 2022年10月13日 |
| 2      | あるくの！                 | 〃             |
| 3      | おかしなの！               | 10月20日       |
| 4      | れんしゅうなの！           | 〃             |
| 5      | あめなの！                 | 10月27日       |
| 6      | こそこそなの！             | 11月3日        |
| 7      | おもいでなの。             | 11月10日       |
| 8(終)  | きみにはなまるあげたいの！ | 11月17日       |
| 未公開 | からいものなの…？          | 2023年1月20日  |

### きみにはなまるあげたいの！
『 はなまるおばけ きみにはなまるあげたいの！ 』のタイトルで、2023年4月26日から9月29日まで、はなまるおばけ公式Twitterにて不定期に配信されたショートアニメ。同年9月19日からは、サンリオ公式YouTubeチャンネルからも配信された。
はなまるおばけのショートアニメは「NEXT KAWAII PROJECT STEP２ 動画投票　ショートアニメ審査」でのデビュー前以来となり、サンリオ原作のWebアニメは、Beatcatsのショートアニメ「Necosta-ネコスタ-」以来となる。また、本作は前作の最終話がシリーズ化した作品である。

#### 各話リスト
| 話数  | サブタイトル     | 配信日        |
| ----- | ---------------- | ------------- |
| 1     | がんばる会社員編 | 2023年4月26日 |
| 2     | なわとび編       | 5月31日       |
| 3     | 結婚式編         | 6月30日       |
| 4     | 高校野球編       | 8月22日       |
| 5(終) | 電車編           | 9月29日       |

## 著名なファン
- 真中まな（FRUITS ZIPPER）[25] - アイドル
- 立花日菜 [26]-声優
- 星谷美緒 [27] 声優

## サンリオキャラクター大賞の順位
- 2025年サンリオキャラクター大賞12位。
- 2024年サンリオキャラクター大賞14位。